# Pseudoclitocybe obbata
Pseudoclitocybe obbata är en svampart som först beskrevs av Elias Fries, och fick sitt nu gällande namn av Rolf Singer 1962. Pseudoclitocybe obbata ingår i släktet Pseudoclitocybe och familjen Tricholomataceae.   Inga underarter finns listade i Catalogue of Life.